# 最愛 (柏原芳恵の曲)
「最愛」（さいあい）は、1984年9月5日に発売された柏原芳恵の19枚目のシングル。香港でも高い人気を誇り、1993年には柏原を敬愛するビビアン・チョウがカバーし大ヒットさせた。

## 概要
A面曲「最愛」の作詞・作曲は、「カム・フラージュ」以来3作ぶりとなる中島みゆきが担当した。また、カップリングの「やさしい女」は中島のカバー楽曲で、オリジナルは中島のシングル「誘惑」のカップリング曲である。
オリコンチャートでは最高位8位。売り上げ枚数は22.4万枚。また、TBS系『ザ・ベストテン』では「ト・レ・モ・ロ」以来2作ぶりにランクされ、最高位は4位を獲得した。

## 収録曲
- 全曲作詞・作曲：中島みゆき

1. 最愛 (4分46秒)
編曲：倉田信雄
2. やさしい女 (4分15秒)
編曲：飛沢宏元

## セルフカバー・カバー
- 中島みゆき（1985年） - セルフカバー。アルバム『御色なおし』に収録されている。
- フェン・ネイ（薰妮） - 1985年発売のアルバム「玻璃牆上的一吻」（広東語版）に収録。広東語版の曲名は『汗』。
- ビビアン・チョウ（周慧敏） - 1993年9月発売のアルバム「最愛」（広東語版）と12月発売のアルバム「心事重重」（北京語版）に収録。広東語版の曲名は『最愛』、北京語版は『愛我所愛』。1985年にオーディションで同曲を歌唱しデビューのきっかけを作ったという、ビビアンにとって思い入れの深い曲である[2]。2011年3月19日と20日に香港コロシアムで開かれたビビアンのデビュー25周年記念コンサートで共演を果たしている[3]。